# Kanonenbahn-Radweg
Der Kanonenbahn-Radweg ist ein etwa 31 km langer Radwanderweg entlang der stillgelegten Bahnstrecke Leinefelde–Treysa in den Landkreisen Eichsfeld und Unstrut-Hainich in Thüringen und im Werra-Meißner-Kreis in Hessen. Der Radweg beginnt in Dingelstädt und führt über Küllstedt und Lengenfeld unterm Stein bis nach Geismar und von dort über Großtöpfer weiter nach Frieda an der Werra.

## Namensherkunft und Geschichte
Die militärstrategische „Berlin-Coblenzer Eisenbahn“, besser bekannt als die „Kanonenbahn“, führte von Berlin bis Koblenz und weiter bis nach Metz. Nach dem Deutsch-Französischen Krieg 1870/1871 und der nachfolgenden Gründung des Deutschen Kaiserreiches wollte man das von Frankreich abgetretene Reichsland Elsaß-Lothringen mit der Reichshauptstadt Berlin verbinden.
Die ohne Rücksicht auf eine wirtschaftliche oder zivile verkehrliche Bedeutung errichtete Strecke verlor bald an Stellenwert. Die aus strategischen Gründen gewählte Trassenführung fernab von Ballungsräumen und die fehlenden Bahnanschlüsse in den meisten Ortschaften waren ein Hemmnis für die Verkehrsnachfrage.
Nach dem Ersten Weltkrieg musste auf Betreiben der Interalliierten Militär-Kontrollkommission das zweite Gleis, welches erst 1906/07 gelegt worden war, als Reparationsleistung wieder abgebaut werden. 1945 wurde die Strecke durch die Zerstörung des Friedaviaduktes und die innerdeutsche Grenze zwischen Frieda und Geismar unterbrochen. Ebenfalls gesprengt wurde die Gießebrücke nahe dem Küllstedter Bahnhof, welche aber bereits 1946 als Behelfsbrücke wieder aufgebaut war. Ihre heutige Beschaffenheit erhielt sie erst 1985. 1996 fuhr der letzte Triebwagen auf dem Thüringer Reststück der Kanonenbahn. Seitdem gab es – letztendlich erfolgreiche – Bemühungen, auf dem stillgelegten Gleis eine Draisinenstrecke, kombiniert mit einem Radweg auf dem zweiten Schienenbett einzurichten. Das erste Teilstück des Radweges wurde 2017 eröffnet, der komplette Radweg wurde im Oktober 2019 fertiggestellt.

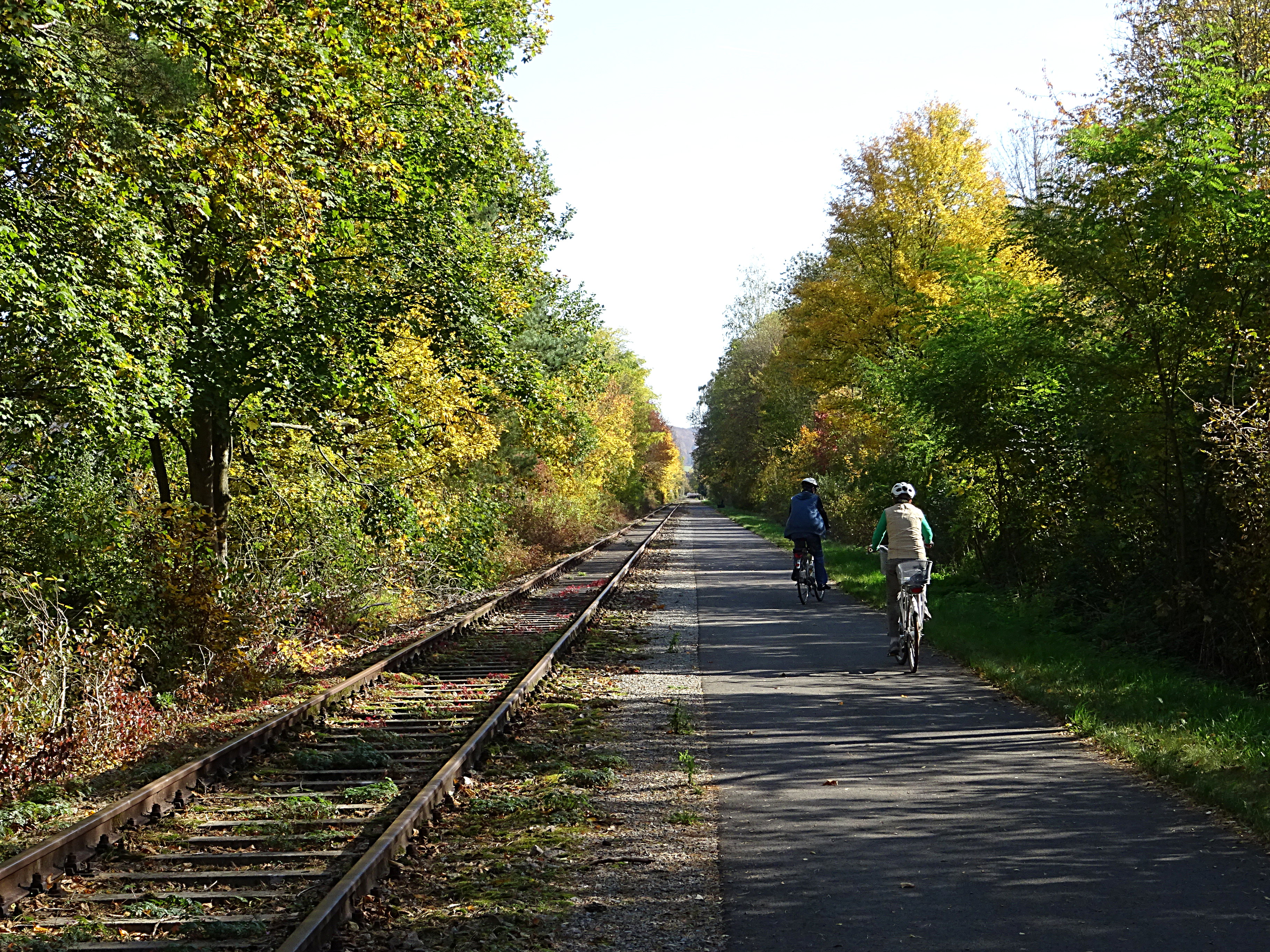
Kanonenbahn-Radweg bei Geismar

## Streckenprofil
Zwischen Dingelstädt und Geismar verläuft die Strecke auf dem ehemaligen zweiten Gleis der Bahnstrecke nach Geismar weitgehend kreuzungsfrei und steigungsarm (1 %) durch fünf Tunnel und über zwei Viadukte – auf dem Lengenfelder Viadukt ist das Überfahren nicht erlaubt. Von Geismar bis Frieda verläuft der Radweg straßennah auf asphaltierten Wegen.

## Streckenverlauf und Sicherheit
Etwa 1,5 km westlich vom Bahnhof Silberhausen beginnt die Strecke am Dingelstädter Radwegekreuz. Dort besteht Anschluss an den Unstrut-Radweg, den Unstrut-Leine-Radweg und den Unstrut-Hahle-Radweg. Der Weg führt auf dem ehemaligen zweiten Gleis um Dingelstädt herum über das Unstrut-Viadukt (53 m), vorbei an Küllstedt über die Gießebrücke bei Büttstedt (39 m) durch Küllstedter Tunnel (1530 m) und Mühlberg-I Tunnel (155 m), vorbei an Effelder, durch Mühlberg-II Tunnel (343 m) und Heiligenberg-Tunnel (198 m), vorbei an Großbartloff durch den Entenberg-Tunnel (288 m) nach Lengenfeld. Dort macht die Gleisstrecke eine Haarnadelkehre mit einem Winkel von über 210° und 400 m Radius um den Ort herum und überquert dabei mit dem Lengenfelder Viadukt (244,1 m) das Flüsschen Frieda. Zwischen Geismar und dem Hülfensberg endet die Schienenstrecke. Dort ist ein Anschluss an die „Südeichsfeldroute“ nach Fürstenhagen, Kalteneber bis Heiligenstadt geplant. Der Radweg führt straßenbegleitend über Großtöpfer nach Frieda, wo eine Anbindung an Werratal-Radweg und Herkules-Wartburg-Radweg besteht. Für die Sicherheit der Radfahrer wurden in den Tunneln automatische Lampen und im Küllstedter Tunnel (1530 m lang) vier Notruftelefone installiert.

## Sehenswürdigkeiten an der Strecke

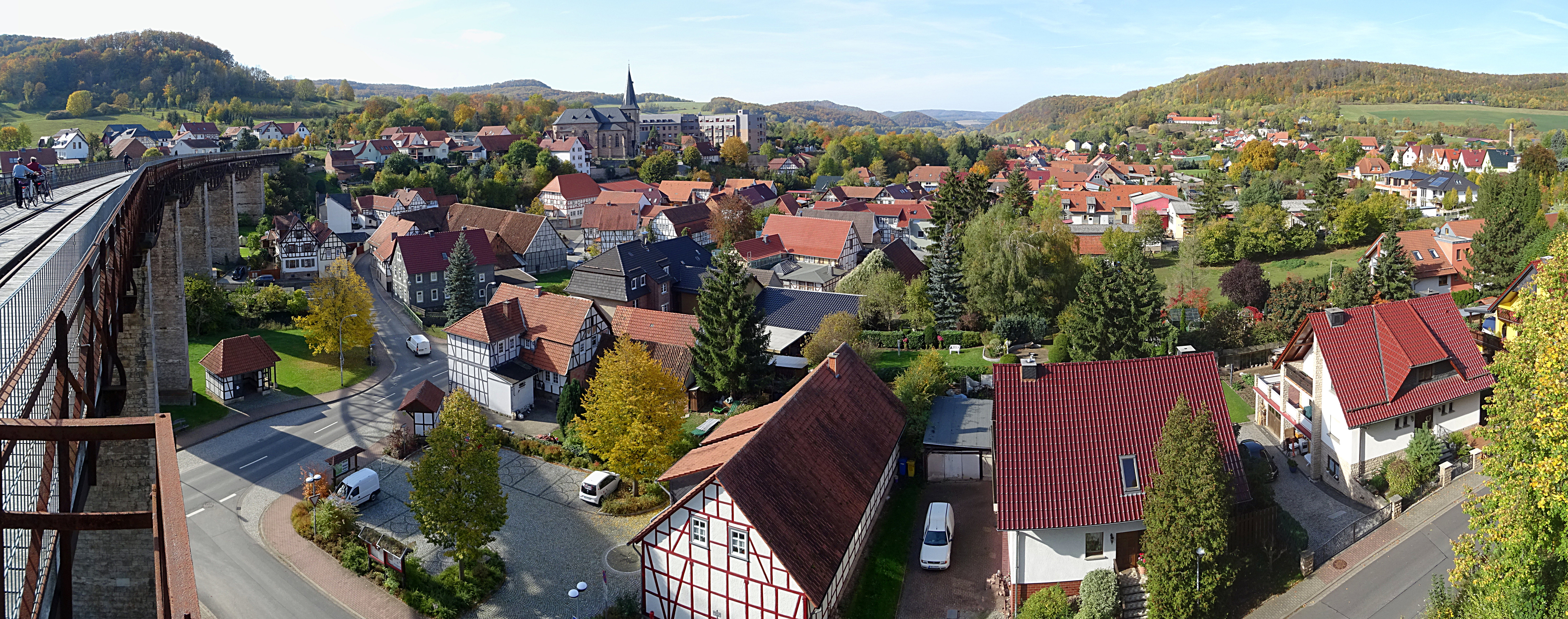
Blick von der Nordseite des Lengenfelder Viadukts auf Lengenfeld

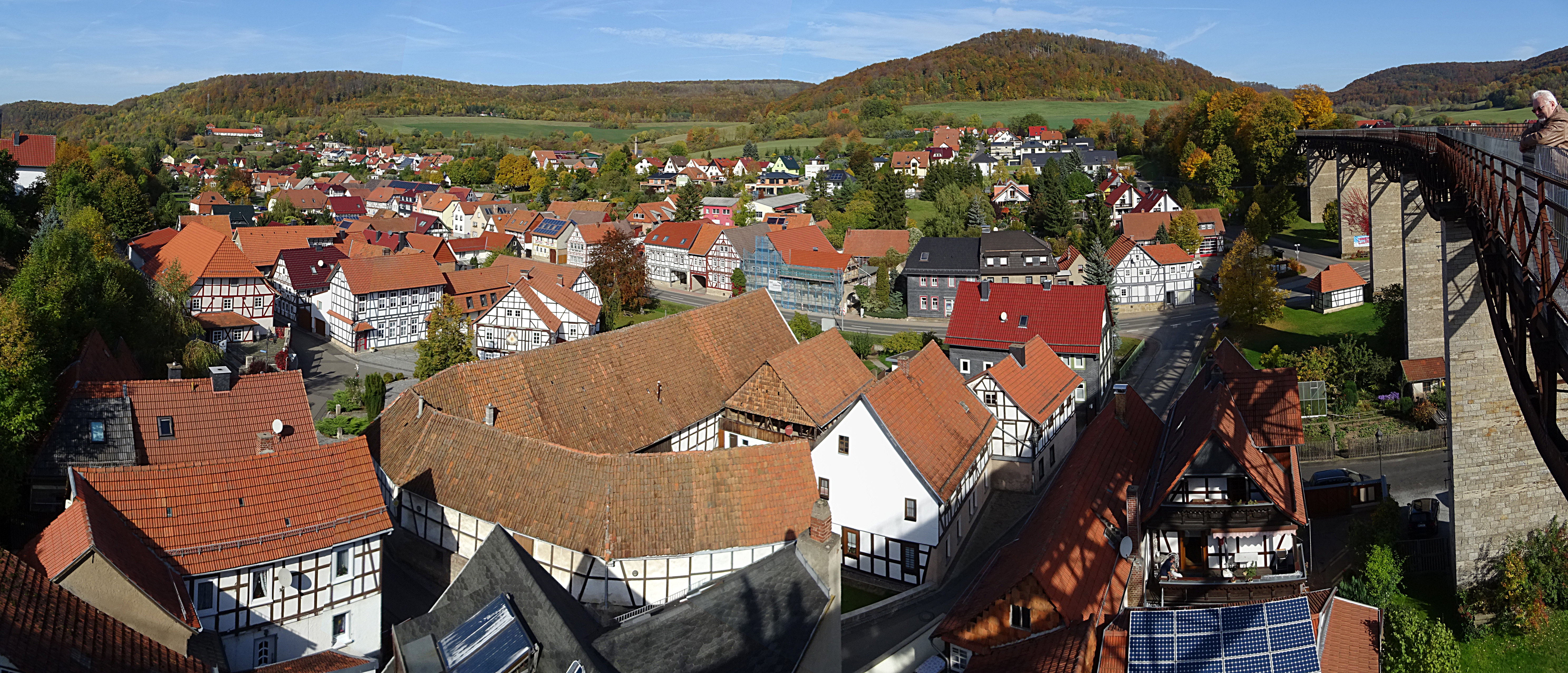
Blick von der Südseite des Lengenfelder Viadukts auf Lengenfeld

Vom Kanonenbahndamm führen Wege nach Kefferhausen (Unstrutquelle), Küllstedt, Effelder („Eichsfelder Dom“), Großbartloff (Lutterwasserfall). Am Weg liegen das Franziskanerkloster Kerbscher Berg, das ehemalige Zisterzienserkloster Anrode, Schloss Bischofstein und der „Heilige Berg des Eichsfeldes“ – der 448 m hohe Hülfensberg mit einem weiteren Franziskanerkloster. Einkehr-, Übernachtungsmöglichkeiten und Rastplätze sind an der Streckenführung für Radfahrer und Draisinennutzer vorhanden. Im Dingelstädter Bahnhof entstehen Übernachtungsmöglichkeiten und eine Gastronomie. Das Besondere am Kanonenbahn-Radweg ist die einmalige Wegführung weitab vom Straßennetz mit historischen Bauwerken in einem der schönsten Naturräume des Eichsfeldes.